# شیرو سوزوکی
شیرو سوزوکی (انگلیسی: Shiro Suzuki؛ زادهٔ ۱۰ فوریهٔ ۱۹۳۸) خواننده، شخصیت‌های تلویزیونی در ژاپن، روزنامه‌نگار، و بازیگر اهل ژاپن است.